# Clematis hagiangensis
Clematis hagiangensis là một loài thực vật có hoa trong họ Mao lương. Loài này được N.T.Do mô tả khoa học đầu tiên năm 2006.